# قنطريون سيبيري
القنطريون السيبيري واسمه العلمي (باللاتينية: Centaurea sibirica) نوع نباتي ينتمي إلى جنس القنطريون من الفصيلة النجمية.